# پاریش (ویلج)، نیویورک
پاریش (به انگلیسی: Parish) یک روستا در ایالات متحده آمریکا است که در Parish واقع شده‌است. پاریش ۴٫۰ کیلومتر مربع مساحت و ۴۵۰ نفر جمعیت دارد و ۱۵۱ متر بالاتر از سطح دریا واقع شده‌است.